# 日清大楼 (上海)
日清大楼是上海外滩建筑群中的一座建筑。位于上海外滩5号，由著名的日资航运企业日清汽船株式会社和一个犹太商人合资建造于1921年－1925年，楼高六层，佔地1,280平方米，建筑面积5,484平方米。设计者是著名的英资德和洋行。建筑立面为明显的三段式，整体上装饰不多，但在5－6层之间设计了挑檐和浮雕，遂有一定的凹凸感。该楼曾经由海运局使用，後來华夏银行上海分行入驻该楼，現已遷出，2006年日清大楼改造成高級餐廳，后为中晋公司使用，现已被撤。